# Gonzaguetv
Gonzaguetv est un vidéaste web, humoriste et enseignant français. Il s’est fait connaître sur Internet à partir des années 2000 grâce à ses vidéos de défis et caméras cachées au ton provocateur et absurde, diffusées principalement sur Dailymotion puis YouTube.

## Biographie

### Enfance et jeunesse
Gonzague est titulaire d'un master en économie et gestion des médias de l'Université Paris-Dauphine-PSL,.

### Ses débuts sur internet
Ne disposant d’aucun réseau pour accéder à la télévision, Gonzague commence à publier ses propres vidéos humoristiques sur Internet dès le milieu des années 2000, sous le nom de nimportequoitv. Il adopte rapidement un style inspiré de Rémi Gaillard, en multipliant les défis filmés en caméra cachée.
Ses vidéos de défis et de caméras cachées, souvent absurdes et provocatrices, deviennent sa marque de fabrique. Parmi ses défis les plus connus de cette période figurent son infiltration aux NRJ Music Awards, où il se fait passer pour un joueur de flûte, la révélation de secrets de candidats de Secret Story, la vente de faux sujets du baccalauréat, ou encore le recrutement fictif d’adhérents UMP lors de la Fête de l’Humanité,. Ces mises en scène, régulièrement partagées sur les plateformes de vidéos et reprises dans les médias, forgent son image d’humoriste provocateur.
Parmi ses défis les plus connus figurent son infiltration aux NRJ Music Awards, où il s’est fait passer pour un joueur de flûte, la révélation de secrets de candidats de Secret Story, la vente de faux sujets du baccalauréat, le recrutement fictif d’adhérents UMP lors de la Fête de l’Humanité et une tentative de convaincre la chanteuse Pink de lui toucher les fesses lors d’un événement. Ces mises en scène, au ton irrévérencieux, sont régulièrement partagées sur les plateformes de vidéos et reprises dans les médias, contribuant à forger son image d’humoriste provocateur,.

### Carrière

#### Travail à la télévision
Gonzague commence sa carrière à la télévision en tant que journaliste dans l’émission Morning Café sur M6, après avoir été repéré par Karl Zéro. Il enchaîne ensuite les apparitions dans des programmes de divertissement tels que Ça va s’Cauet sur TF1, Incroyable mais vrai sur TMC, ou encore Le Contre-journal sur Canal+.

#### Caméras cachées et défis marquants
En octobre 2011, Gonzague piège l’équipe du Petit Journal de Yann Barthès lors d’un reportage sur le salon érotique Eropolis, une séquence diffusée dans l’émission et relayée dans la presse.
En décembre 2016, il piège les joueurs du Stade français avec une caméra cachée. Il se fait passer pour un représentant de la Fédération Française de Rugby et leur annonce de fausses règles absurdes, comme autoriser les bagarres ou cacher le ballon sous le maillot. Les joueurs, d’abord surpris, découvrent ensuite qu’il s’agissait d’une blague.
En juin 2017, Gonzague piège l’équipe de l’émission Quotidien au salon des Youtubeuses beauté. Avec son complice Robin, il fait croire aux journalistes qu’il était un jeune dragueur parlant de « proies » et de « prédateur ». La séquence, filmée et diffusée par Quotidien, piège toute l’équipe avant que Gonzague ne révèle la supercherie dans une vidéo.
En août 2017, Gonzague piége un jeune journaliste stagiaire du Figaro lors de la conférence de presse de rentrée du Top 14. Avec la complicité du joueur de rugby Baptiste Serin et d’une comédienne, il fait croire au journaliste que le sportif vivait des histoires farfelues, mêlant camp naturiste et tournage de film X. Pris au dépourvu, le journaliste a dû composer avec ces fausses révélations avant de découvrir qu’il s’agissait d’un canular organisé par Gonzague.

#### Travail à la SACD
En janvier 2013, il préside le jury de la première Académie SACD-YouTube, un concours organisé en partenariat avec la SACD et YouTube, visant à récompenser dix jeunes créateurs du web. Ce concours, doté d’une enveloppe de 100 000 euros, a pour objectif d’accompagner les lauréats dans leurs projets et de les former aux aspects juridiques et techniques de la création numérique.
En juin 2021, Gonzague est élu administrateur délégué à la création interactive, numérique, digitale et web au sein du Conseil d’administration de la SACD, lors de l’Assemblée générale du 24 juin 2021,. Son mandat, d’une durée statutaire de trois ans, prend fin en 2024,. 

#### Enseignements
En parallèle de ses activités médiatiques, Gonzague enseigne la communication digitale et les métiers de l’audiovisuel à l’Université Paris-Dauphine-PSL ainsi qu’à la BGFI Business School au Gabon,,.
En juin 2019, Gonzague anime un atelier consacré à la gestion de l’image sur les réseaux sociaux, organisé dans le cadre de l’université d’été des Étoiles du Sport à Vichy. Devant de jeunes sportifs, il présente des conseils sur la création d’une marque personnelle et la nécessité de nettoyer ses anciens contenus en ligne afin de limiter les risques d’atteinte à leur image ou de bad buzz. L’atelier aborde également l’importance des réseaux sociaux dans la recherche de sponsors et le développement de leur notoriété,.

## Polémiques et controverses
En juillet 2017, Gonzaguetv publie une vidéo intitulée Les youtubeurs sont-ils déjà sortis avec des abonnées ? dans laquelle il interroge plusieurs créateurs sur ce sujet sensible. Relancée en août 2018 par le hashtag #BalanceTonYoutubeur, la vidéo refait surface sur Twitter, suscitant un débat sur les comportements de certains vidéastes. Des extraits montrent certains youtubeurs répondant par l’affirmative, tandis que Gonzague adopte un ton humoristique jugé déplacé par certains internautes. La vidéo est brièvement passée en privé avant d’être remise en ligne par GonzagueTV. L’affaire alimente la polémique autour de l’abus de pouvoir dans la relation entre influenceurs et abonnés.